# L'Espai
L'Espai de Dansa i Música de la Generalitat de Catalunya (abreujat, L'Espai) fou un equipament cultural de Barcelona dedicat a la promoció de la música i la dansa. Funcionà entre 1992 i 2005, estava situat a la Travessera de Gràcia, 63 i era gestionat per la Generalitat de Catalunya. Hi actuaren més de cinc-cents artistes, entre ells Quimi Portet o Lídia Pujol i s'hi enregistraren una trentena de discos en directe d'artistes com Sopa de Cabra o Gossos. En el moment del seu tancament era l'única sala de concerts pública de Catalunya. Tancà el 31 de desembre de 2005. La seva programació de música pop i rock es traslladà a la sala polivalent de L'Auditori.